# Reconvilier
Reconvilier est une commune suisse du canton de Berne, située dans l'arrondissement administratif du Jura bernois.

## Géographie
Reconvilier est situé à 731 m d'altitude dans la vallée de Tavannes (l'Orval) et est traversé par la Birse. Le village est flanqué au nord par la Montagne du Moron et au sud par la Montagne de Montoz. Par rapport aux plus proches agglomérations, il se trouve à vol d'oiseau à 12 km au sud-ouest de Moutier et 10 km au nord de Bienne.

## Histoire

Photo aérienne (1949)

La première référence écrite de Reconvilier remonte à 884. Le nom de Roconis villare est mentionné dans une charte relevant les possessions de l'abbaye de Moutier-Grandval. Par la suite, le village a changé plusieurs fois de nom (Roconsvillare, Recumvilier) avant de prendre l'orthographe actuelle au XIIIe siècle. Sont mentionnés Reconviller en 1179 et Reconville en 1290.
De 887 à 999, Reconvilier passe sous l'égide des rois de Bourgogne, puis, à partir de 999 et ce jusqu'à la fin du XVIIIe siècle, le village sera une possession du Prince-évêque de Bâle faisant partie de la Prévôté de Moutier-Grandval. En ce début de millénaire, Reconvilier et Chaindon étaient deux hameaux de la même importance. Les deux villages formeront au XVIIIe siècle une unique communauté administrative.

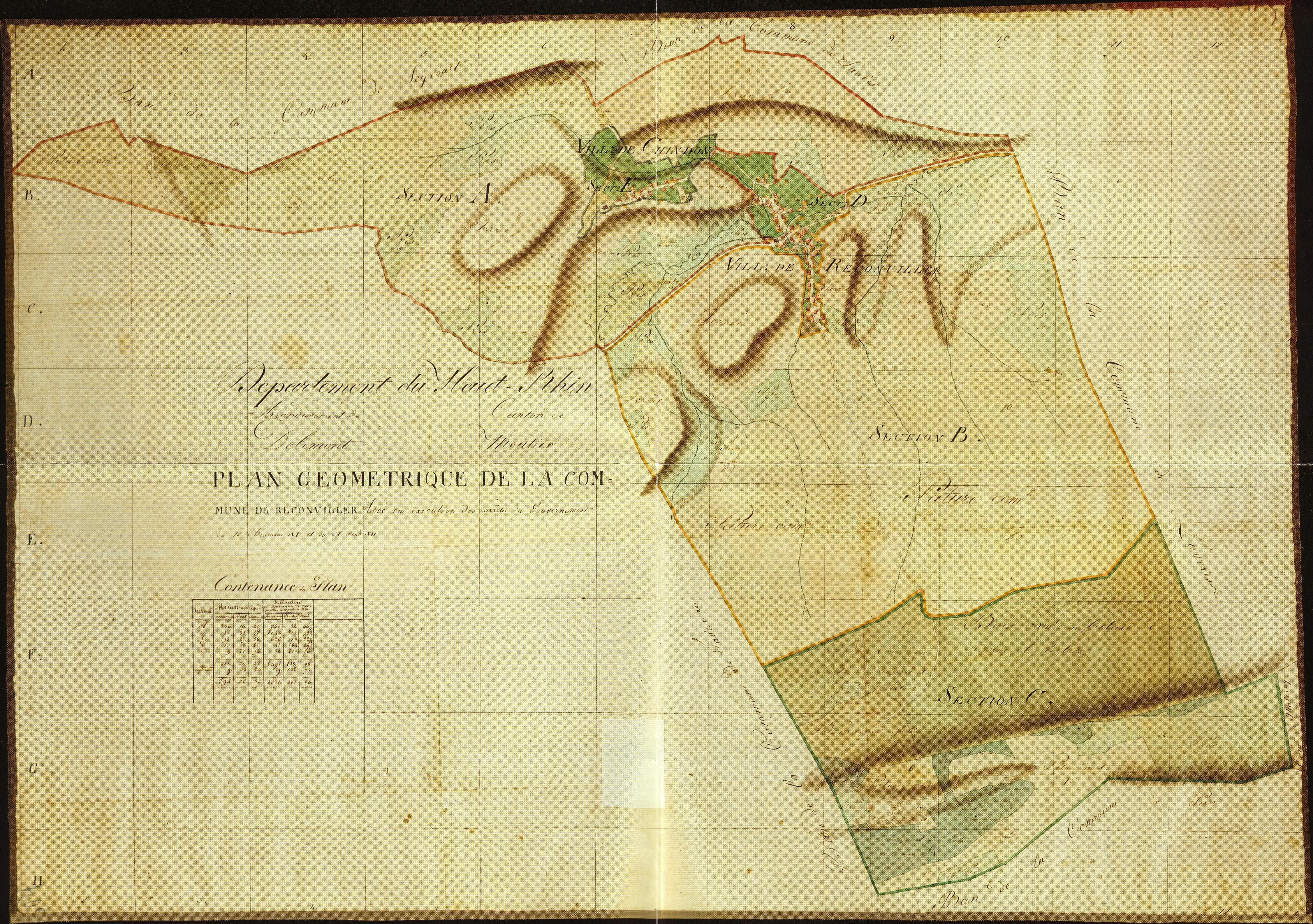
Plan de la commune réalisé sous Napoléon lorsqu'elle était intégrée au Haut-Rhin.

De 1797 à 1815, Reconvilier est attachée à l'Empire français de Napoléon. D'abord intégré au canton français de Malleray nouvellement créé, lui-même faisant partie du département du Mont-Terrible. Le 17 février 1800, ce dernier est dissout et annexé au département du Haut-Rhin, dans l'arrondissement de Delémont. Avec le congrès de Vienne et la chute du Premier Empire français, Reconvilier est intégré au canton de Berne avec le reste de l’Évêché de Bâle.
Au cours du XVIIIe siècle, le village s'industrialise grâce à l'industrie horlogère avec l'implantation de la fabrique d'ébauches Bueche, Boillat et Cie en 1851, devenue Générale Watch Co. en 1895 (marque Helvetia, fermé en 1975) et de la Société horlogère Reconvilier/Reconvilier Watch Co. (marque Roskopf, fermé en 1970) en 1853. L'industrie horlogère avait un besoin croissant de laiton. C'est pourquoi Bueche, Boillat et Cie a fondé en 1855 une laitonnerie  (qui deviendra plus tard la Fonderie Boillat). En 1833, la commune municipale remplace la commune bourgeoise dans les décisions du village, mais les deux entités continuent de cohabiter encore aujourd'hui.

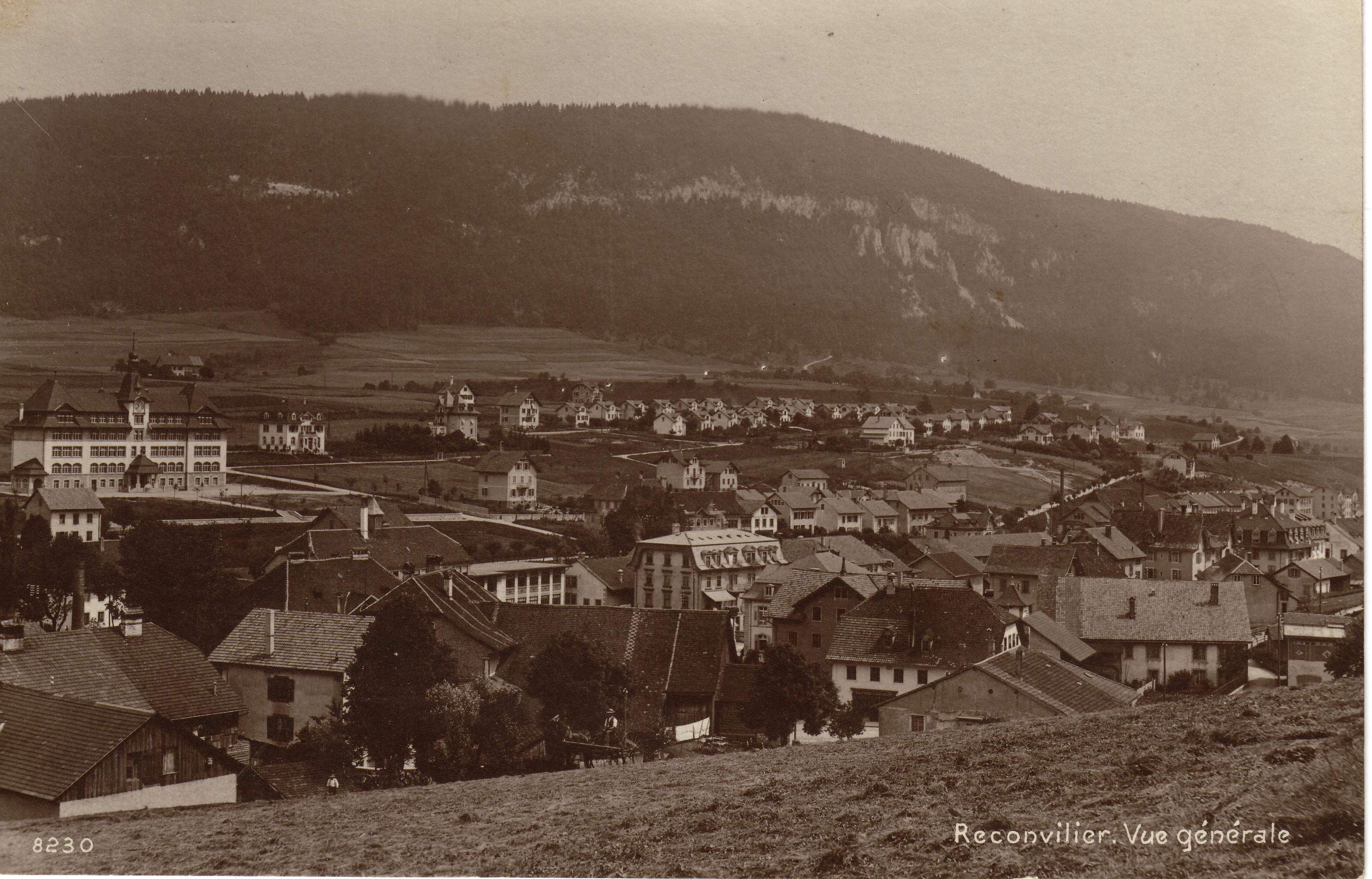
Reconvilier vers 1919.

Durant le XXe siècle, le village se développe dans l'industrie horlogère tout comme les autres communes de l'arc jurassien. Avec la crise horlogère des années 1970, plusieurs entreprises du secteur ferment et ne reste qu'une grande entité industrielle de production d'alliages cuivreux, la Fonderie Boillat.

### Armoiries
Les armoiries actuelles du village (héraldique : D'argent à la bande ondulée de sable, à une étoile à senestre de sable.) sont l'héritage laissé par la famille des Zurkinden, des nobles de Chaindon éteints en 1344. Les armoiries ont été homologuées en 1944, bien qu'elles soient déjà utilisées plusieurs dizaines d'années auparavant.
La bande ondulée de sable fait référence à la Birse qui traverse le village, l'étoile à senestre découle de l'origine noble des Zurkinden.

## Personnalités
- Blanche Aubry (1921-1986), comédienne et actrice a passé son enfance à Reconvilier. Ses parents tenaient le restaurant du Midi[9]
- Robert Ballaman (1926-2011), footballeur international suisse
- Henri-Louis Favre, conseiller d'État
- Alice Heinzelmann (1925-1999), écrivaine
- Bruno Manser (1954-2005), écologiste bâlois qui a travaillé dans les environs de 1975 comme domestique dans une ferme de Chaindon[9]
- Michel Monbaron (1942-), géologue et découvreur de dinosaures
- Georges Schwizgebel (1944-), cinéaste d'animation
- Emil Steinberger, artiste de cabaret, qui a travaillé au guichet de la poste de Reconvilier (à l'époque les PTT) pendant les années 1950 comme buraliste.
- Gilles Surchat, personnage fictif incarné par Vincent Kucholl dans les émissions 120 secondes et 26 minutes
- Claude-Alain Voiblet, personnalité politique romande, maire de la commune en 2001 et 2002

## Anecdote
L'écrivaine Louise de Vilmorin a séjourné à Reconvilier durant quelques mois en 1923, alors qu’elle se remettait d’une arthrite de la hanche. Elle y reçut la visite d'Antoine de Saint-Exupéry. À cette époque de leur vie, les deux jeunes gens songeaient à des fiançailles.

## Manifestations

### Foire de Chaindon

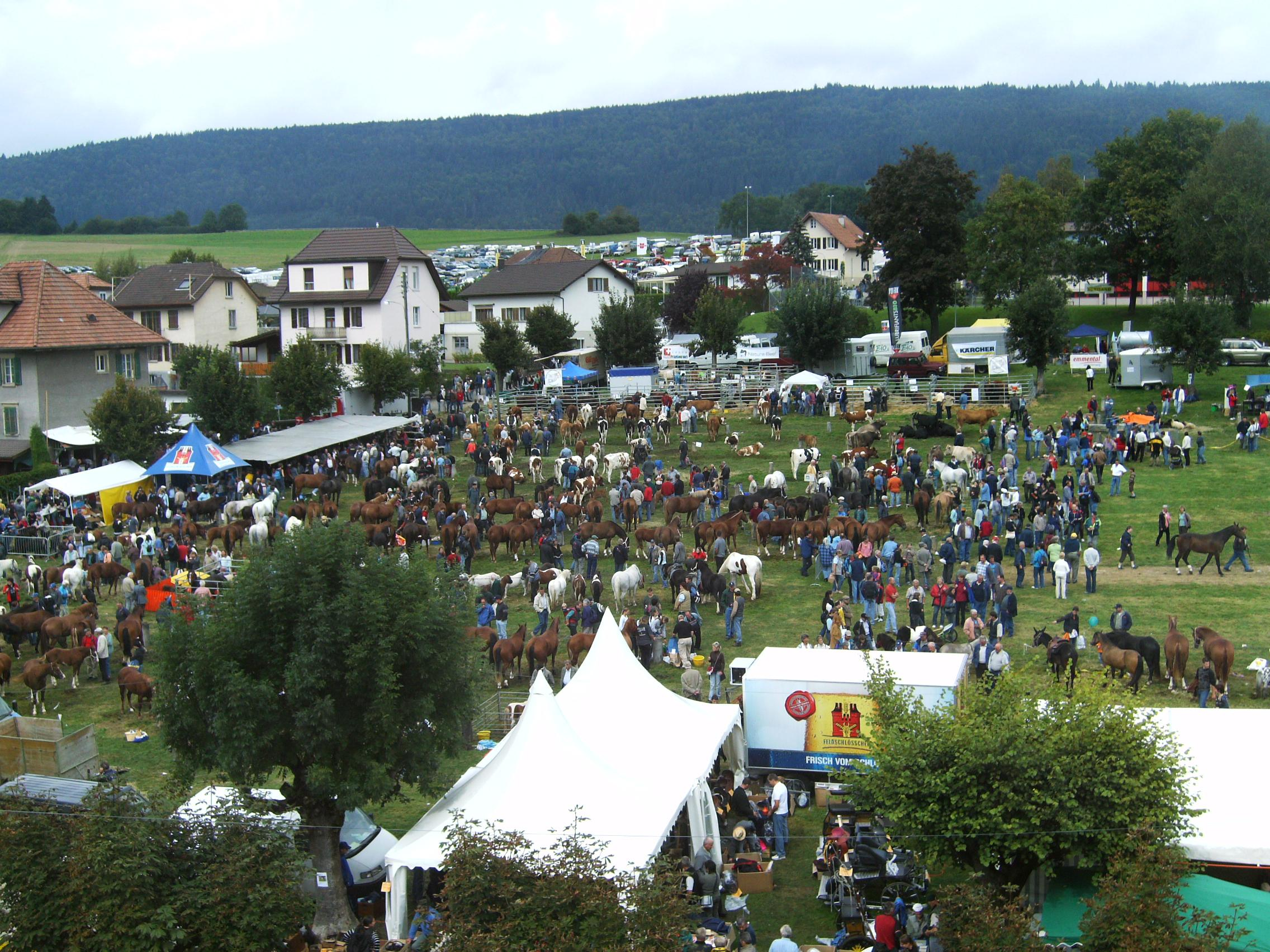
Le champ de foire.

En lieu et place de la fête de village traditionnelle, la Foire de Chaindon se déroule le 1er lundi du mois de septembre. Elle compte plus de 500 stands (musique, habillement, accessoires agricoles, alimentation, etc.) et accueille environ 50 000 visiteurs chaque année. Elle a été le plus grand marché chevalin d'Europe, mais la disparition des corps d'armée utilisant le cheval et la mécanisation de l'agriculture a fortement diminué le nombre de bêtes négociées. À l'inverse, le parc de machines agricoles grossit d'année en année.

## Instances politiques

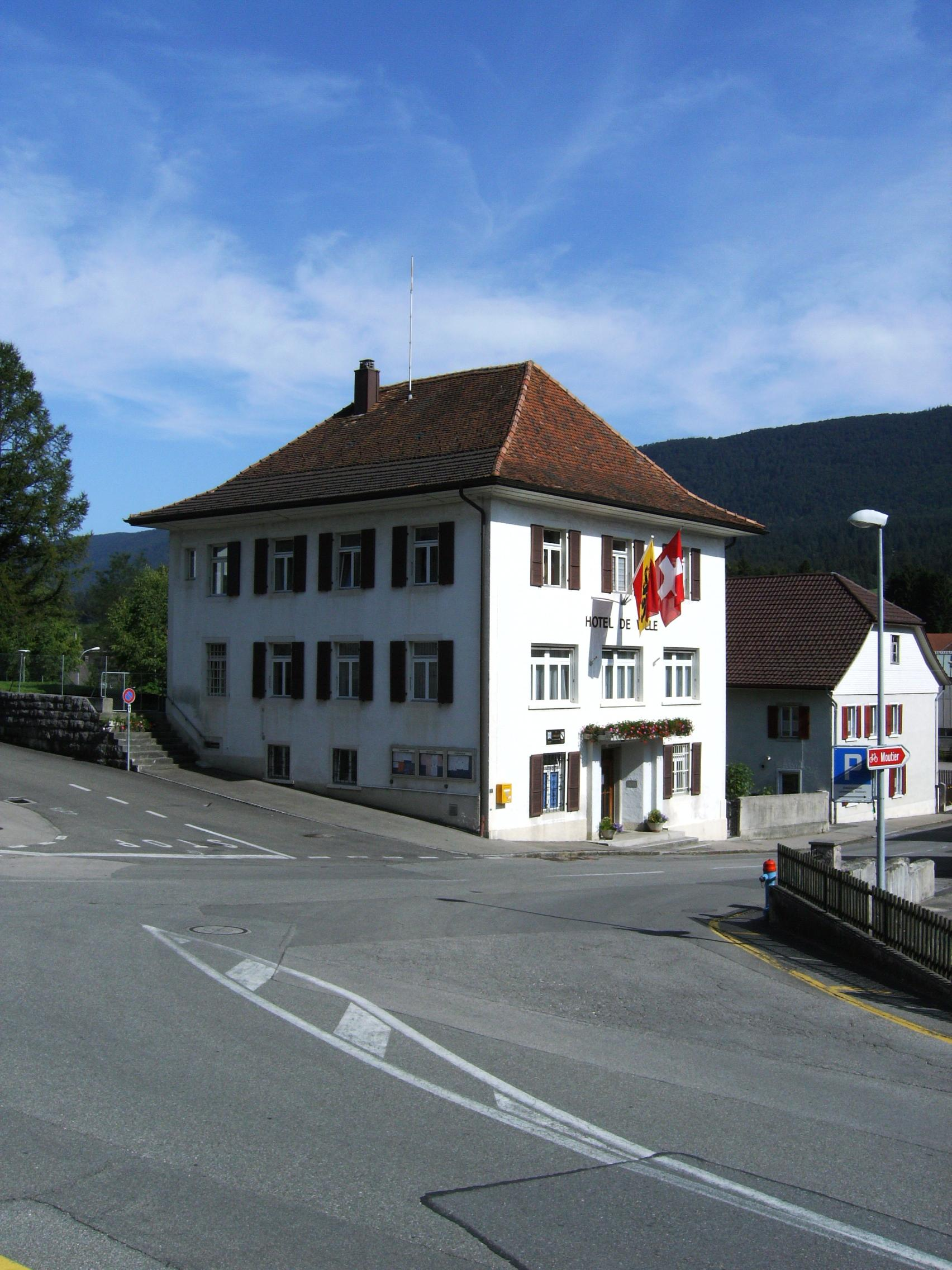
Administration communale.

### Pouvoir législatif
Le pouvoir législatif est l'Assemblée communale qui est convoquée au moins deux fois par année, une fois au mois de juin (session dite des comptes) et l'autre en décembre (session dite du budget). Chaque citoyen de nationalité suisse habitant à Reconvilier peut y participer par présentation de la carte d'électeur.

### Pouvoir exécutif
Le pouvoir exécutif est le Conseil communal. Il est constitué de 7 membres (dont le maire), chacun étant chef d'un dicastère (département). Ils sont élus par le corps électoral (habitants de Reconvilier de nationalité suisse) par votation, pour une durée de 4 ans.
Jusqu'en 1833, Reconvilier était régie par une commune bourgeoise. Par décret cantonal, cette dernière perd la plupart de ses attributions, dont l'administration politique du village et la commune municipale prend forme.
| Période | Période | Identité             | Étiquette | Qualité |
| ------- | ------- | -------------------- | --------- | ------- |
| 1833    | 1836    | Jean-Henri Frêne     |           |         |
| 1836    | 1838    | Abraham-Louis Frêne  |           |         |
| 1838    | 1840    | David-Louis Chochard |           |         |
| 1840    | 1846    | Abraham-Louis Frêne  |           |         |
| 1846    | 1852    | David-Louis Frêne    |           |         |
| 1852    | 1864    | David-Louis Frêne    |           |         |
| 1864    | 1872    | Julien Frêne         |           |         |
| 1873    | 1874    | Gustave Tièche       |           |         |
| 1874    | 1882    | Hippolyte Frêne      |           |         |
| 1882    | 1897    | Gustave Tièche       |           |         |
| 1897    | 1901    | Édouard Groslimond   |           |         |
| 1901    | 1902    | Franz Minder         |           |         |
| 1902    | 1910    | Camille Paroz        |           |         |
| 1910    | 1911    | Aimé Tièche          |           |         |
| 1911    | 1918    | Paul-Émile Béguelin  |           |         |

| Période | Période | Identité             | Étiquette | Qualité       |
| ------- | ------- | -------------------- | --------- | ------------- |
| 1918    | 1920    | Édouard Groslimond   |           |               |
| 1920    | 1922    | Henri Herzig         |           |               |
| 1923    | 1929    | Paul-Émile Béguelin  |           |               |
| 1930    | 1943    | Jules Giger          |           |               |
| 1944    | 1958    | Germain Boillat      |           |               |
| 1959    | 1961    | Aurèle Klopfenstein  |           |               |
| 1962    | 1964    | Francis Ermatinger   | PSS       |               |
| 1965    | 1978    | Henri-Louis Favre    | PRD       |               |
| 1978    | 1988    | Erwin Steiner        | UDC       |               |
| 1988    | 1998    | Daniel Schär         | UDC       | chauffagiste  |
| 1999    | 2000    | Claude-Alain Voiblet | UDC       | ingénieur ETS |
| 2001    | 2013    | Flavio Torti         | PRD       | entrepreneur  |
| 2013    | 2018    | Fritz Burger         | PLR       |               |
| 2019    | ?       | Daniel Buchser       | UDC       |               |

Dicastères
- Mairie
- Bâtiments
- Finances
- Police
- Technique
- Santé, prévoyance sociale et tutelle
- Urbanisme et économie publique

### Pouvoir judiciaire
Il n'y a pas de pouvoir judiciaire au niveau communal, le premier niveau juridique est le Tribunal d'arrondissement sis à Moutier (voir article du canton de Berne).

## Jumelage
- Sillingy (France)

## Transports
- Ligne ferroviaire Sonceboz-Sombeval – Moutier (– Solothurn). Une des particularités de la gare du village est qu'elle reste desservie toute la journée par des employés CFF, qui assurent la régulation du trafic.
- CarPostal Tavannes – Reconvilier – Bellelay – Lajoux – Les Genevez, arrêts "Reconvilier FMB", "Reconvilier Gare" et "Reconvilier Bel-Air".
- Autoroute A16 (Bienne-Boncourt)  16 (Loveresse) et une aire de repos autoroutière (aire de repos de Reconvilier)

## Tourisme

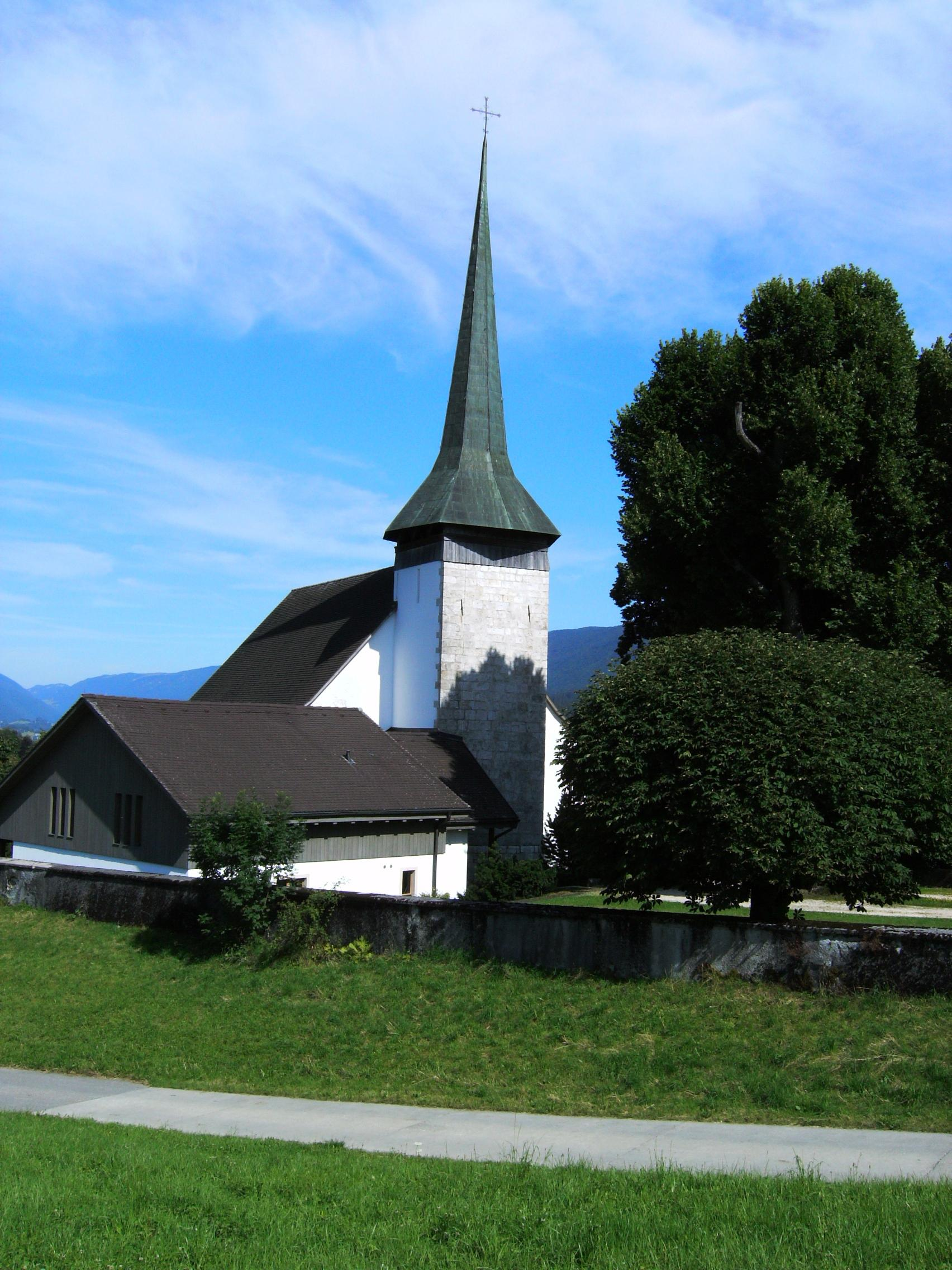
Église de Chaindon

- Métairie de Werdt (Werdtberg) : point de vue sur le plateau suisse et les Alpes.
- Téléski de la Golatte (fermé depuis plusieurs années).

## Commerce et industrie
Reconvilier a été jusqu'au milieu du XIXe siècle un village essentiellement agricole, tout comme le reste de la Vallée de Tavannes. En 1855, la Société Bueche, Boillat et Cie s'installe le long de la Birse et le secteur secondaire commence à se développer. Pendant le XXe siècle, l'industrie prend de plus en plus de place avec le développement de la Fonderie Boillat et l'arrivée d'autres sociétés d'horlogerie (notamment 1851–1975 General Watch avec la marque Helvetia et 1853–1970 Société horlogère de Reconvilier avec la marque Roskopf).

## Curiosité
- Église protestante (temple) de Chaindon (Église St-Léonard) : le bâtiment actuel date des années 1740 et fut construit à la place d'une chapelle du XIIe siècle. Il est entièrement décoré par le peintre Philippe Robert : fresques, vitraux, boiseries, mobilier.

## Sport et culture

### Sport
Aux côtés de diverses sociétés sportives consacrées au football, aux arts martiaux ou au tennis, la société féminine de gymnastique de Reconvilier existe depuis le 22 mai 1918 et a fêté son centenaire le 9 juin 2018.

### Culture
Fondés par Michel Lilla, les Tréteaux d'Orval forment la troupe résidente du Théâtre de l'Atelier, une salle de spectacle en fonction depuis 2009. Elle occupe les lieux d'une ancienne fabrique de machines construite par Georges Meyer et devenue par la suite la propriété de Swissmetal Boillat,.